# Yngwie J. Malmsteen's Rising Force
Albums de Yngwie Malmsteen
Marching Out
(1985)
Yngwie J. Malmsteen's Rising Force est le premier album solo du guitariste et compositeur suédois, Yngwie Malmsteen. Il est sorti le 5 mars 1984 sur le label Polydor et fut produit par Malmsteen lui-même.

## Historique
Considéré comme la bible du rock néoclassique, ce disque se caractérise par une fusion entre la musique baroque et le son hard rock. Album composé à base de guitares acoustique et électrique, il comporte quelques pistes de chants mais la musique instrumentale l'emporte. Le style musical basé sur des arrangements à la Jean-Sébastien Bach  (inédit en hard à l'époque) et l'utilisation de modes mineurs, ainsi que la guitare qui rappelle le violoniste génois Niccolò Paganini, feront date et engendreront toute une vague de guitaristes de hard instrumental puis de groupes power metal "néoclassique" comme Stratovarius, Symphony X, Adagio, Cacophony, et des dizaines d'autres.
C'est particulièrement la technique de picking extrêmement rapide et la très grande coordination entre les deux mains exigée par ce jeu qui marquera les guitaristes de l'époque. En effet, une telle vitesse de picking n'avait été atteinte auparavant que par les virtuoses de jazz-fusion  Al Di Meola et John McLaughlin.
Il s'est hissé à la 60e place des charts du Billboard 200aux USA et a reçu une nomination aux 28e Grammy Awards en 1986. Aujourd'hui encore, il fait figure de référence.

### Autour de l'album
- Il n'y a du chant que sur deux titres, une volonté de Polydor KK Japan, alors qu'Yngwie voulait inclure moins d'instrumentaux.
- L'introduction d'Icarus' dream suite Op 4 est une adaptation de l'Adagio en sol mineur de Remo Giazotto, plus connu sous le nom d'Adagio d'Albinoni.
- Le claviériste Jens Johansson rejoindra Stratovarius en 1995, groupe hautement inspiré par la musique de Malmsteen.
- Jeff Scott Soto a eu le poste de chanteur grâce à Jens Johansson, qui a poussé Yngwie à donner sa chance à cet inconnu de 18 ans, qui a enregistré son chant en un samedi après-midi. Autrement, Yngwie n'aurait pas effacé les bandes où il chante.
- L'album a coûté 40 000 $. Yngwie a enregistré toutes les guitares en huit jours. Far Beyond the Sun a été écrit spécialement pour cet album en 2 heures. Les autres titres sont d'anciennes idées composées en Suède.
- L'instrumental Little Savage tire son nom d'une ancienne petite amie d'Yngwie, Tallee Savage.

## Liste des titres
Toutes les musiques par Yngwie Malmsteen.
1. "Black Star" – 4:53
2. "Far Beyond The Sun" – 5:52
3. "Now Your Ships Are Burned" – 4:11
4. "Evil Eye" – 5:14
5. "Icarus' Dream Suite Op. 4" – 8:33
6. "As Above, So Below" – 4:39
7. "Little Savage" – 5:22
8. "Farewell" – 0:49

## Formation
- Yngwie Malmsteen : guitare, basse
- Jens Johansson : claviers
- Barriemore Barlow : batterie, percussions
- Jeff Scott Soto : chant

## Charts
| Pays       | Durée du classement | Meilleur classement |
| ---------- | ------------------- | ------------------- |
| États-Unis | 43 semaines         | 60e                 |
| Suède      | 5 semaines          | 14e                 |